# Peyre (Landes)
Peyre (okzitanisch Pèira) ist eine französische Gemeinde mit 237 Einwohnern (Stand: 1. Januar 2022) im Département Landes in der Region Nouvelle-Aquitaine. Sie gehört zum Kanton Chalosse Tursan und zum Arrondissement Mont-de-Marsan. 

## Lage
An der östlichen Gemeindegrenze verläuft der Fluss Luy de France, in den hier auch sein Zufluss Rance einmündet.
Nachbargemeinden sind Morganx im Nordwesten, Monségur im Norden, Mant im Osten, Monget im Südosten, Saint-Médard im Süden, Castelner im Südwesten und Poudenx im Westen.

## Bevölkerungsentwicklung
| Jahr      | 1962 | 1968 | 1975 | 1982 | 1990 | 1999 | 2008 | 2017 |
| --------- | ---- | ---- | ---- | ---- | ---- | ---- | ---- | ---- |
| Einwohner | 307  | 267  | 221  | 229  | 216  | 223  | 194  | 242  |

## Sehenswürdigkeiten

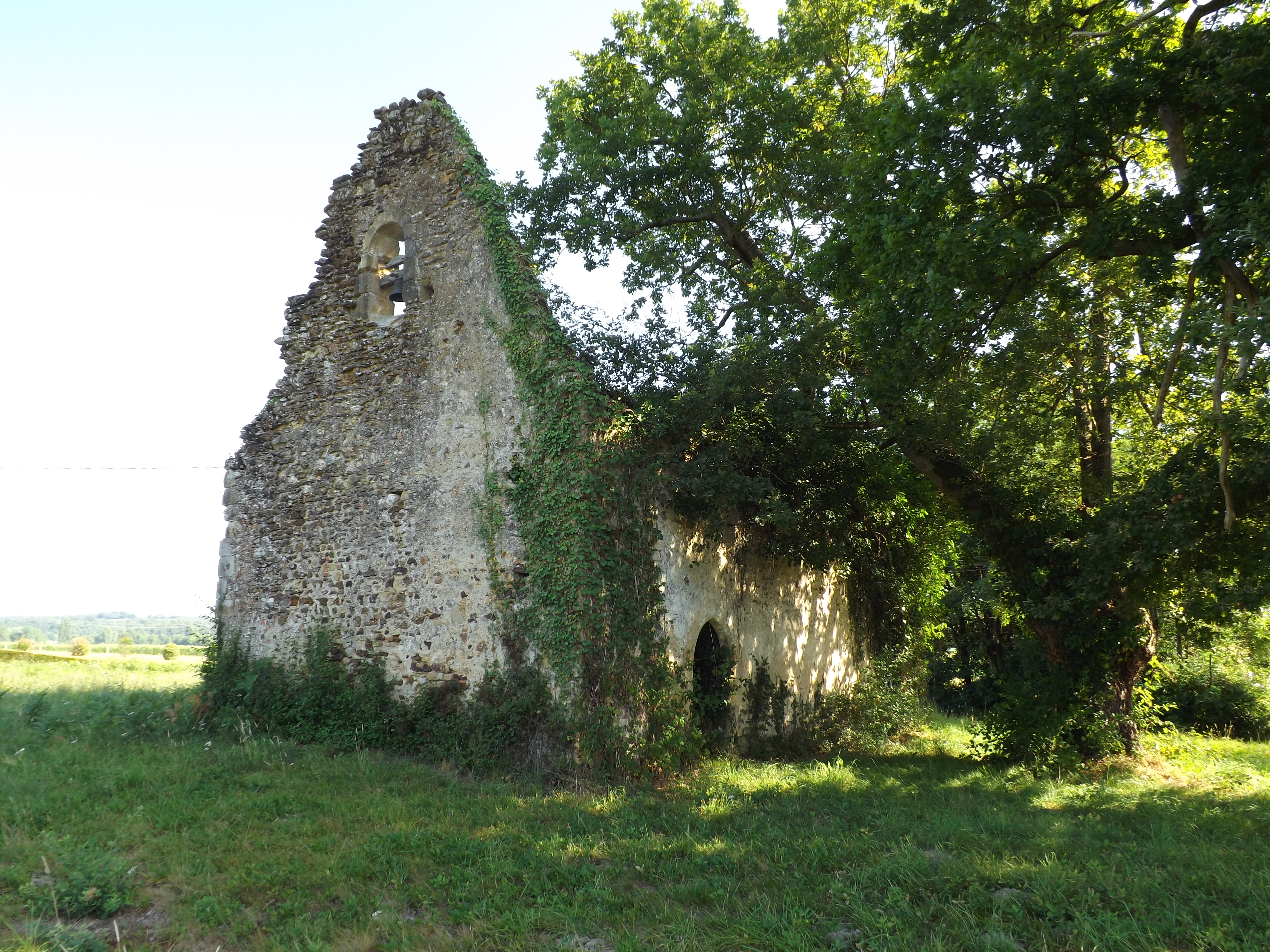
Ruine der Kapelle Saint-Joan (okzitanisch Capèra de sent Joan)

- Ruine der Kapelle Saint-Joan